# Palacio Ducal de Génova

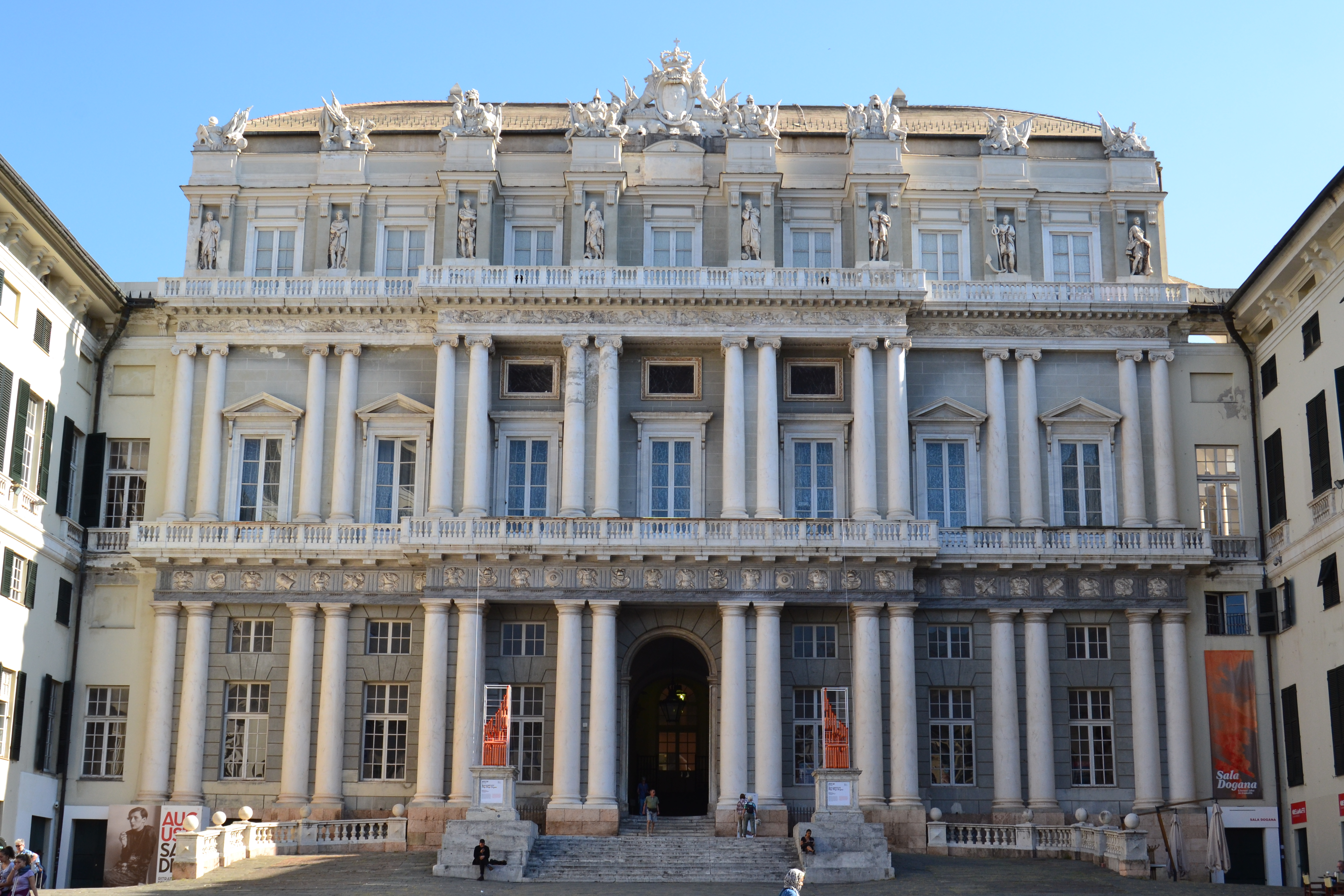
Vista del Palacio Ducal desde la Piazza Matteotti.

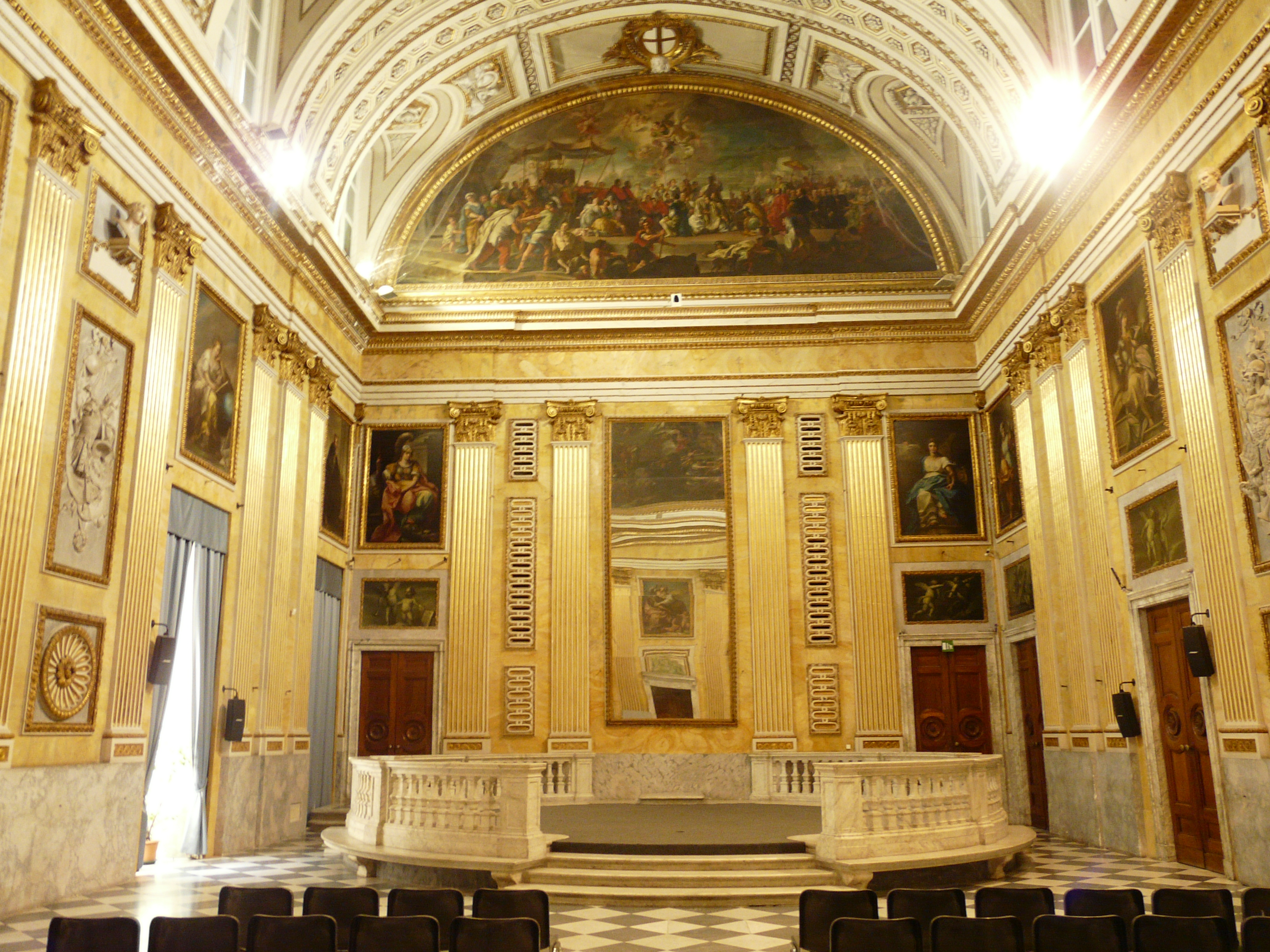
Sala pequeña en el Palacio Ducal.

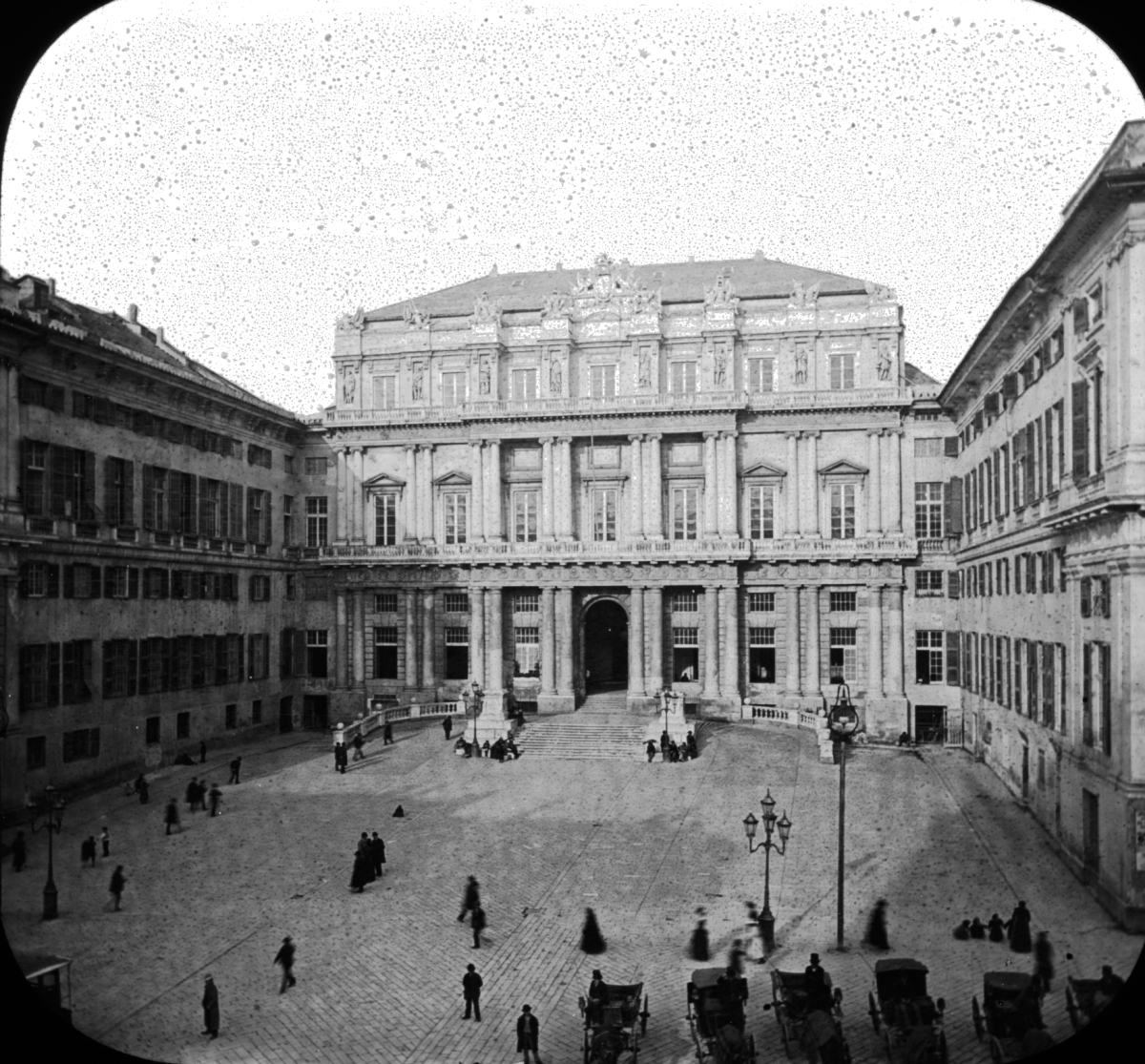
El Palacio Ducal de Génova. Archivos del Museo de Brooklyn, Colección Goodyear.

El palacio Ducal de Génova (del italiano: Palazzo Ducale di Genova) es un palacio histórico situado en Génova, Liguria, Italia. Antigua residencia de los dux de Génova, en la actualidad es un museo y un centro para eventos culturales y exposiciones de arte. Se sitúa en el centro de la ciudad, con dos entradas y fachadas diferentes, la principal en Piazza Matteotti, y la otra en Piazza De Ferrari.

## Historia
Las primeras partes del palacio se construyeron entre 1251 y 1275, durante la época floreciente de la República de Génova, mientras que la torre Grimaldina (también llamada Torre del Popolo, Torre del Pueblo) se completó en 1539.
Después de que el municipio de Génova comprara algunas casas de la familia Doria entre las iglesias de San Mateo y San Lorenzo (1291), comenzó la construcción de un nuevo edificio anexo. A este, se añadió en 1294 una torre de la familia Fieschi. El palacio fue restaurado en la década de 1590 por Andrea Ceresola. Alrededor de 1655, la Capilla Ducal fue decorada con frescos de Giovanni Battista Carlone y Domenico Fiasella. En 1777 el palacio fue destruido en un fuego y fue reconstruido posteriormente en estilo neoclásico por Simone Cantoni (1778-1783).
En la planta principal, llamada piano nobile, están los salones con frescos de Maggior y Minor Consiglio, donde se realizan muchos eventos públicos.
El Palacio Ducal fue restaurado en 1992, con ocasión de las celebraciones del 500.º aniversario del descubrimiento de América por Cristóbal Colón. En julio de 2001 el palacio albergó la Cumbre del G8, a la que asistieron líderes de Canadá, Francia, Alemania, Italia, Japón, Rusia, el Reino Unido y los Estados Unidos.